# Mons Penck
Der Mons Penck ist ein Berg auf der südlichen Halbkugel des Erdmondes. Er liegt nördlich des Kraters Ibn-Rushd und nordöstlich von Kant auf den Koordinaten 10° S / 22° O und weist einen Durchmesser von rund 40 km auf. Sein Gipfel erreicht eine Höhe von vier Kilometern. 
Er wurde 1976 nach dem deutschen Geographen Albrecht Penck benannt.